# Buddleja urbaniana
Buddleja urbaniana är en flenörtsväxtart som beskrevs av Friedrich Wilhelm Ludwig Kraenzlin.
Buddleja urbaniana ingår i släktet buddlejor, och familjen flenörtsväxter. Inga underarter finns listade i Catalogue of Life.